# 痂虎耳草
痂虎耳草（学名：Saxifraga mucronulatoides）为虎耳草科虎耳草属下的一个种。

## 扩展阅读
- 維基物種上的相關：痂虎耳草